# Hear Me Move
Hear Me Move es la primera película sudafricana de danza "Sbujwa".

## Sinopsis
Mussi es un joven sudafricano, hijo de un famoso bailarín callejero, buscando descubrir la verdad sobre la muerte de su padre.

## Elenco
- Nyaniso Dzedze como Muzi
- Wandile Molebatsi como Thami Skhulu
- Makhaola Ndebele como Shoes
- Amanda Du-Pont
- Boity Thulo
- Khanyi Mbau
- Thembi Seeti
- Lorcia Cooper
- Bontle Modiselle
- Mbuso Kgarebe

## Lanzamiento
Se estrenó en Sudáfrica el 27 de febrero de 2015 en los cines Ster-Kinekor. La película también tuvo proyección internacional a través de la red Afrostream en diferentes países, incluidos los Estados Unidos.

## Recepción
Hear Me Move fue bien recibida con comentarios mayormente positivos. Recibió cinco nominaciones en la duodécima edición de los Premios de la Academia del Cine Africano, en las categorías actor más prometedor, mejor actriz de reparto, mejor banda sonora, mejor edición y mejores efectos visuales.

## Taquilla
Recaudó en taquilla 43.000 dólares hasta el 15 de marzo de 2015.